# César Augusto Guzzetti
César Augusto Guzzetti (* 1925; † 1988) war ein argentinischer Offizier und Politiker.

## Karriere
Guzzetti war als Admiral vom 30. März 1976 bis 23. Mai 1977 Außenminister während der Militärdiktatur unter Präsident Jorge Rafael Videla. Während dieser Zeit traf er seinen US-amerikanischen Amtskollegen Henry Kissinger, der der Militärjunta Unterstützung zusicherte.